# Ventichthys biospeedoi
Ventichthys biospeedoi är en fiskart som beskrevs av Nielsen, Møller och Segonzac 2006. Ventichthys biospeedoi ingår i släktet Ventichthys och familjen Ophidiidae. Inga underarter finns listade i Catalogue of Life.